# Cantone di Banon
Il Cantone di Banon è una divisione amministrativa soppressa dell'arrondissement di Forcalquier.
A seguito della riforma approvata con decreto del 24 febbraio 2014, che ha avuto attuazione dopo le elezioni dipartimentali del 2015, dall'aprile 2015 è stato accorpato al Cantone di Reillanne.

## Composizione
Comprendeva 9 comuni:
- Banon
- L'Hospitalet
- Montsalier
- Redortiers
- Revest-des-Brousses
- Revest-du-Bion
- La Rochegiron
- Saumane
- Simiane-la-Rotonde